# Rysia Przełęcz
Rysia Przełęcz (1999 m n.p.m.) – płytka przełęcz w grani Otargańców w słowackich Tatrach Zachodnich. Znajduje się w tej grani pomiędzy Pośrednią Magurą (2050 m) a Wyżnią Magurą (2095 m). Nazwa przełęczy podana jest na Mapie Tatr Zachodnich słowackich i polskich, nie wymienia jej natomiast Józef Nyka w swoim przewodniku Tatry Słowackie. Wschodnie zbocza spod przełęczy opadają do Doliny Raczkowej, zbocza zachodnie do Doliny Jamnickiej. W zboczach wschodnich znajduje się poniżej przełęczy Wyżnia Kotlina, w której często przebywają kozice. Rejon przełęczy, podobnie jak cała grań Otargańców, zbudowany jest z granodiorytów rohackich i porośnięty niską murawą.
Szlak prowadzący granią Otargańców nie sprawia trudności technicznych, jest jednak dość wyczerpujący ze względu na dużą ilość podejść (suma wzniesień 1440 m).

## Szlaki turystyczne
– niebieski szlak z autokempingu „Raczkowa” dnem Doliny Wąskiej na Niżnią Łąkę, potem zielony biegnący granią Otargańców.
- Czas przejścia z autokempingu na Niżnią Łąkę: 30 min w obie strony
- Czas przejścia z Niżniej Łąki na Jarząbczy Wierch: 4:10 h, ↓ 3:15 h.